# Big John Duncan
John Duncan (né Jeff Le Rennais le 14 août 1958), mieux connu sous le nom de Big John Duncan, est un musicien et guitariste. Il est surtout connu comme guitariste de The Exploited pendant leur formation initiale de 1979 à 1984.

## Période The Exploited
Il a joué et écrit la musique de leurs albums Punks Not Dead, Troops Of Tomorrow et Let's Start a War . Il a également joué et écrit plusieurs de leurs singles, le plus célèbre étant "Dead Cities" qu'ils ont joué sur Top of the Pops en 1981.

## Après The Exploited
Après leur tournée américaine en 1983, Duncan quitte The Exploited. Il restera en froid avec Wattie Buchan, le chanteur du groupe, depuis ce départ. Il révèle son homosexualité peu de temps après. Il a ensuite joué dans plusieurs groupes dont Human Zoo, Crazy Maybe et Blood Uncles, puis en 1988 a rejoint Goodbye Mr Mackenzie (avec la future chanteuse de Garbage Shirley Manson ). En 1992 et 1993, il a travaillé comme backline et technicien de guitare pour le groupe Nirvana et a joué de la guitare avec eux lors de leur concert au Roseland Ballroom, New York City le 23 juillet 1993, Au début et au milieu des années 90, il a joué avec The Kamikazee Freak Show et les Gin Goblins. Duncan a travaillé avec de nombreux autres groupes au cours de sa carrière, notamment Twisted Sister, les Foo Fighters et Ministry.
Il vit à Amsterdam depuis 1999, avec son compagnon.